# Pterolophia major
Pterolophia major là một loài bọ cánh cứng trong họ Cerambycidae.